# 정대현 (정치인)
정대현(鄭大鉉, 1888년 12월 1일 ~ 1938년 8월 9일)은 일제강점기의 교육인 겸 관료로, 본관은 하동이며 본적은 서울특별시 종로구 서린동이다.

## 생애
1904년 9월 1일 관립일어학교에 입학했으며 1907년 3월 29일 학교를 졸업했다. 1907년 5월 관립한성일어학교 부교관으로 근무했고 1913년 일본 도쿄고등사범학교를 졸업했다. 1913년 3월 평안남도 평양고등사범학교 교원, 1914년 경성 보성고등보통학교 교원으로 근무했으며 보성고등보통학교 제4대 교장(1920년 3월 11일 ~ 1924년 10월 14일)과 제7대 교장(1927년 9월 23일 ~ 1931년 5월 8일)을 역임했다.
1928년 11월 16일 일본 정부로부터 쇼와대례기념장, 1933년 6월 20일 조선 쇼와 5년 국세조사기념장을 받았으며 1934년 4월 17일부터 1938년 8월 9일 사망할 때까지 조선총독부 중추원 참의를 역임했다. 조선총독부 중추원 참의로 재직 중이던 1934년 조선총독부 중추원 '도시 민심의 작흥을 도모하는 구체적 방책'에 관한 심사위원(1934년 4월 26일), 시중회 발기인(1934년 8월)과 이사(1934년 12월)를 역임했고 1935년 4월 26일 조선총독부 중추원 신앙심사위원, 1936년 11월 24일 조선인징병제요망운동 발기인을 역임했다.
친일파 708인 명단의 중추원 부문, 민족문제연구소의 친일인명사전 수록자 명단의 중추원 부문, 친일단체 부문, 친일반민족행위진상규명위원회가 발표한 친일반민족행위 705인 명단에 포함되었다.

## 참고자료
- 친일반민족행위진상규명위원회 (2009). 〈정대현〉. 《친일반민족행위진상규명 보고서 Ⅳ-16》. 서울. 51~63쪽.